# Суслов, Дмитрий Вячеславович
Дмитрий Вячеславович Суслов (род. 1979, Ленинград) — российский политолог, пропагандист, политический обозреватель, журналист. Заместитель директора Центра комплексных европейских и международных исследований Высшей школы экономики (НИУ ВШЭ), заместитель директора исследовательских программ Совета по внешней и оборонной политике (СВОП), программный директор клуба «Валдай» (2014-2018), член РСМД. Эксперт по вопросам внешней политики России, внешней политики США, российско-американских отношений, отношений России и Евросоюза. Ведущий ток-шоу «Большая игра» на Первом канале российского телевидения с 2022 года.

## Биография
Дмитрий Суслов родился в 1979 году в Ленинграде.
В 2001 году Суслов с отличием окончил факультет международных отношений Санкт-Петербургского государственного университета. В 2004 году с отличием окончил факультет экономики и менеджмента (заочное отделение) Санкт-Петербургского государственного технологического университета растительных полимеров.
В 2002—04 годах Суслов работал международным корреспондентом «Независимой газеты». За это время опубликовал около 300 информационных и информационно-аналитических статей, комментариев и интервью.
В 2003—04 годах — координатор программы «Россия–США» Института внешней и оборонной политики. Суслов занимался взаимодействием и координацией работы экспертов, мониторингом и анализом проблем российско-американских отношений, подготовкой аналитических материалов.
С 2004 года по настоящее время Суслов является заместителем директора по исследованиям Совета по внешней и оборонной политике (СВОП). Ученик Сергея Караганова.
С 2006 года — научный сотрудник Института Европы РАН и заместитель руководителя Центра прикладных исследований Россия–ЕС Института Европы, параллельно — научный сотрудник Центра комплексных европейских и международных исследований факультета мировой экономики и мировой политики Высшей школы экономики (ГУ-ВШЭ), старший преподаватель Департамента международных отношений факультета мировой экономики и мировой политики ВШЭ. Российский координатор Рабочей группы по будущему российско-американских отношений, созданной в 2010 году НИУ ВШЭ и Гарвардским университетом.
В эти годы Суслов под руководством Сергея Караганова занимался подготовкой аналитических материалов по проблемам международных отношений и безопасности, внешней политики России, внешней политики США, российско-американских отношений, политико-экономической эволюции Евросоюза, отношений Россия-ЕС, отношений между государствами на постсоветском пространстве. Автор ежемесячных аналитических обзоров развития Евросоюза и отношений Россия-ЕС, докладов по проблемам российско-американских отношений.
C 2007 года по настоящее время Суслов — заместитель заведующего Кафедрой политических проблем мировой энергетики факультета мировой экономики и мировой политики ВШЭ. В Высшей школе экономики преподаёт восемь авторских курсов по проблемам международных отношений и международной безопасности, глобальному управлению, внешней политике России, внешней и внутренней политике США, российско-американским отношениям, отношениям «Россия–ЕС». Пять авторских курсов преподаёт на английском языке.
Лучший преподаватель ВШЭ в  2023, 2022, 2021, 2020, 2019, 2018, 2017, 2016, 2015, 2014, 2013, 2012 гг.
С 2014 по 2018 годы Суслов был программным директором клуба «Валдай».
С 2022 года — ведущий политического ток-шоу «Большая игра» на Первом канале российского телевидения, в качестве эксперта впервые принял участие в этой телепрограмме 8 октября 2018 года. Автор обзорно-аналитических сюжетов для программы «Воскресное время» на Первом канале.
Является сторонником теории о гибридной войне Запада против России.
Владеет английским и немецким языками.

## Санкции
7 января 2023 года, на фоне вторжения России на Украину, включён в санкционный список Украины так как он «участвовал в формировании и активно популяризирует нарративы российской власти об искусственном происхождении украинского государства и сознательном игнорировании субъектности Украины»
9 ноября 2023 года Канада ввелa санкции в отношении Суслова за активное распространение ложных нарративов, дезинформации и военной пропаганды о продолжающемся вторжении в Украину, начиная с вторжения и оккупации Крыма

## Резонансные высказывания
Предложил провести демонстрационный ядерный взрыв на российской или нейтральной территории. По словам Дмитрия Суслова, такой шаг напомнит миру об ужасах ядерной войны и предотвратит конфликт с НАТО.

## Награды
- Премия Правительства Российской Федерации в области средств массовой информации (25 декабря 2023 года) — за освещение и анализ событий в зоне специальной военной операции и горячих точках планеты[17].

## Книги и учебники
Дмитрий Суслов является соавтором и автором нескольких научных книг и учебников для высшей школы, а также публикаций в научных журналах:
- «Азиатский многоугольник» (Москва, 2007).
- «Мир вокруг России: 2017» (Москва, 2007);
- «Мировая политика» (Москва, 2008);
- «Россия и мир. Новая эпоха» (Москва, 2008);
- «Россия vs Европа: противостояние или союз?» (Москва, 2009);
- «Где и как Россия может выиграть от мирового экономического кризиса» (Москва, ГУ-ВШЭ, 2009)
- «Россия: стратегия для нового мира» (Москва, 2011);
- «Невоенные рычаги внешней политики России: региональные и глобальные механизмы» (Москва, 2013);
- «Политика США в Азиатско-Тихоокеанском регионе» (Москва, 2014);
- «Россия и Китай в евразийской интеграции: сотрудничество или соперничество?» (Москва, 2015)
- «Multipolarity: The promise of disharmony» (Frankfurt / New York: Campus Verlag, 2018);
- «Россия в формирующейся Большой Евразии» (Вопросы географии, выпуск 148) (Москва, 2019);
- «Global Governance in Transformation Challenges for International Cooperation» (Springer, 2020).